# Sweet and Wild
Sweet and Wild è l'ottavo album in studio della cantautrice statunitense Jewel, pubblicato nel 2010. 

## Tracce
1. No Good in Goodbye (Jewel) – 3:24
2. I Love You Forever (Jewel, Rick Nowels) – 4:25
3. Fading (Jewel) – 3:35
4. What You Are (Dave Berg, Jewel) – 3:40
5. Bad as It Gets (Mike Mobley, Rachel Proctor) – 3:54
6. Summer Home in Your Arms (Jewel) – 2:55
7. Stay Here Forever (Jewel, Dallas Davidson, Bobby Pinson) – 3:00
8. No More Heartaches (Jewel) – 2:49
9. One True Thing (Brett James, Jewel) – 4:14
10. Ten (Berg, Jewel) – 3:25
11. Satisfied (Jewel, Liz Rose) – 4:09